# Cofimpacia violacea
Cofimpacia violacea är en fjärilsart som beskrevs av Holloway 1979. Cofimpacia violacea ingår i släktet Cofimpacia och familjen nattflyn. Inga underarter finns listade i Catalogue of Life.